# آندریاس وسلز
آندریاس وسلز (انگلیسی: Andreas Wessels؛ زادهٔ ۶ ژوئیهٔ ۱۹۶۴) بازیکن فوتبال اهل آلمان است.
از باشگاه‌هایی که در آن بازی کرده‌است می‌توان به باشگاه فوتبال اس‌سی فورتونا کلن و باشگاه فوتبال بوخوم اشاره کرد.